# Traité de Bruxelles (2011)
Pour les articles homonymes, voir Traité de Bruxelles.
- Nouveau membre de l'Union (Croatie) ;
- Les 27 anciens membres de l'Union européenne.

Le traité de Bruxelles de 2011 est l'un des traités d'adhésion à l'Union européenne, signé le 9 décembre 2011 à Bruxelles par les chefs d'État et de gouvernement des pays membres de l'Union et par le président croate Ivo Josipović et la présidente du gouvernement Jadranka Kosor. Il consacre le sixième élargissement de l'Union européenne, avec l'entrée de la Croatie.
Il porte modification aux traités instituant la communauté européenne (TCE) et l'Union européenne (TUE), et entre en vigueur le 1er juillet 2013 après la victoire du « oui » au référendum croate sur l'adhésion à l'Union européenne.

## Nom officiel
Le nom officiel du traité d'adhésion est (en français) :

« Traité entre le Royaume de Belgique, la République de Bulgarie, la République tchèque, le Royaume de Danemark, la République fédérale d'Allemagne, la République d'Estonie, la République hellénique, le Royaume d'Espagne, la République française, l'Irlande, la République italienne, la République de Chypre, la République de Lettonie, la République de Lituanie, le Grand-Duché de Luxembourg, la République de Hongrie, la République de Malte, le Royaume des Pays-Bas, la République d'Autriche, la République de Pologne, la République portugaise, la Roumanie, la République de Slovénie, la République slovaque, la République de Finlande, le Royaume de Suède, le Royaume-Uni de Grande-Bretagne et d'Irlande du Nord (États membres de l'Union européenne) et la République de Croatie relatif à l'adhésion de la République de Croatie à l'Union européenne. »

## Histoire
La Croatie soumet sa candidature à l'adhésion le 21 février 2003, elle est reconnue candidate officielle le 18 juin 2004 et débute les négociations d'adhésion le 3 octobre 2005.
Le Conseil européen déclare les négociations provisoirement closes le 30 juin 2011 et annonce la signature du traité d'adhésion pour la fin de l'année sous la présidence polonaise.
La Commission européenne donne un avis favorable à l'adhésion croate le 12 octobre 2011 suivie par le Parlement européen le 1er décembre.
Le traité est signé le 9 décembre 2011 à Bruxelles. Un acte final est ajouté au traité d'adhésion afin de rendre compte des résultats des négociations d'adhésion et les arrangements en vigueur pour la période transitoire entre la signature et l'entrée en vigueur, ainsi que les déclarations faites par les parties au traité.
Le processus de ratification se termine le 21 juin 2013 avec la déposition par l'Allemagne de ses instruments de ratification. La Croatie peut alors devenir membre de l'Union européenne le 1er juillet 2013.

## Signataires du traité
| État        | Signataire                   | Titre                                                 | Page du traité |
| ----------- | ---------------------------- | ----------------------------------------------------- | -------------- |
| Belgique    | Elio Di Rupo                 | Premier ministre                                      |                |
| Bulgarie    | Boïko Borissov               | Premier ministre                                      |                |
| Tchéquie    | Petr Nečas                   | Président du gouvernement                             |                |
| Danemark    | Helle Thorning-Schmidt       | Ministre d'État                                       |                |
| Allemagne   | Angela Merkel                | Chancelière fédérale                                  |                |
| Estonie     | Andrus Ansip                 | Premier ministre                                      |                |
| Irlande     | Enda Kenny                   | Taoiseach (Premier ministre)                          |                |
| Grèce       | Loukás Papadímos             | Premier ministre                                      |                |
| Espagne     | José Luis Rodríguez Zapatero | Président du gouvernement                             |                |
| France      | Jean Leonetti                | Ministre chargé des Affaires européennes              |                |
| Croatie     | Ivo Josipović Jadranka Kosor | Président de la République Présidente du gouvernement |                |
| Italie      | Mario Monti                  | Président du Conseil des ministres                    |                |
| Chypre      | Dimítris Khristófias         | Président de la République                            |                |
| Lettonie    | Valdis Dombrovskis           | Premier ministre                                      |                |
| Lituanie    | Dalia Grybauskaitė           | Présidente de la République                           |                |
| Luxembourg  | Jean-Claude Juncker          | Premier ministre                                      |                |
| Hongrie     | Viktor Orbán                 | Premier ministre                                      |                |
| Malte       | Lawrence Gonzi               | Premier ministre                                      |                |
| Pays-Bas    | Mark Rutte                   | Premier ministre                                      |                |
| Autriche    | Werner Faymann               | Chancelier fédéral                                    |                |
| Pologne     | Donald Tusk                  | Président du Conseil des ministres                    |                |
| Portugal    | Pedro Passos Coelho          | Premier ministre                                      |                |
| Roumanie    | Traian Băsescu               | Président                                             |                |
| Slovénie    | Borut Pahor                  | Président du gouvernement                             |                |
| Slovaquie   | Iveta Radičová               | Président du gouvernement                             |                |
| Finlande    | Jyrki Katainen               | Premier ministre                                      |                |
| Suède       | Fredrik Reinfeldt            | Ministre d'État                                       |                |
| Royaume-Uni | David Cameron                | Premier ministre                                      |                |

## Ratification
| Signataire         | Date              | Institution                                                                                 | Pour    | Contre  | AB      | Déposition       | Ref.   |
| ------------------ | ----------------- | ------------------------------------------------------------------------------------------- | ------- | ------- | ------- | ---------------- | ------ |
| Croatie            | 22 janvier 2012   | Référendum                                                                                  | 67 %    | 33 %    | -       | 4 avril 2012     | [ 1 ]  |
| Croatie            | 9 mars 2012       | Sabor                                                                                       | 136     | 0       | 0       | 4 avril 2012     | [ 2 ]  |
| Croatie            | 28 mars 2012      | Consentement présidentiel                                                                   | Accordé | Accordé | Accordé | 4 avril 2012     | [ 3 ]  |
| Allemagne          | 7 juin 2013       | Bundesrat                                                                                   | 69      | 0       | 0       | 21 juin 2013     | [ 4 ]  |
| Allemagne          | 16 mai 2013       | Bundestag                                                                                   | 583     | 0       | 6       | 21 juin 2013     | [ 5 ]  |
| Allemagne          | 14 juin 2013      | Consentement présidentiel                                                                   | Accordé | Accordé | Accordé | 21 juin 2013     | [ 6 ]  |
| Autriche           | 6 juillet 2012    | Conseil fédéral                                                                             | 53      | 2       | 0       | 8 août 2012      | [ 7 ]  |
| Autriche           | 4 juillet 2012    | Conseil national                                                                            | 150     | 7       | 0       | 8 août 2012      | [ 8 ]  |
| Autriche           | 9 juillet 2012    | Consentement présidentiel                                                                   | Accordé | Accordé | Accordé | 8 août 2012      | [ 9 ]  |
| Belgique           | 13 décembre 2012  | Sénat                                                                                       | 60      | 0       | 0       | 14 juin 2013     | [ 10 ] |
| Belgique           | 24 janvier 2013   | Chambre des représentants                                                                   | 121     | 0       | 1       | 14 juin 2013     | [ 11 ] |
| Belgique           | 17 février 2013   | Consentement royal                                                                          | Accordé | Accordé | Accordé | 14 juin 2013     | [ 12 ] |
| Belgique           | 30 janvier 2013   | Parlement de Wallonie (décret sur les matières communautaires transférées)                  | 66      | 0       | 0       | 14 juin 2013     | [ 13 ] |
| Belgique           | 30 janvier 2013   | Parlement de Wallonie (décret sur les matières communautaires transférées)                  | 64      | 0       | 0       | 14 juin 2013     |        |
| Belgique           | 22 octobre 2012   | Parlement de la Communauté germanophone                                                     | 19      | 2       | 4       | 14 juin 2013     | [ 14 ] |
| Belgique           | 23 janvier 2013   | Parlement de la Communauté française                                                        | 76      | 0       | 0       | 14 juin 2013     | [ 15 ] |
| Belgique           | 22 décembre 2012  | Parlement bruxellois                                                                        | 76      | 2       | 1       | 14 juin 2013     | [ 16 ] |
| Belgique           | 22 février 2013   | Assemblée réunie                                                                            | 81      | 0       | 2       | 14 juin 2013     | ,      |
| Belgique           | 27 février 2013   | Parlement flamand (vote sur les matières communautaires) (vote sur les matières régionales) | 107     | 0       | 0       | 14 juin 2013     | [ 19 ] |
| Belgique           | 27 février 2013   | Parlement flamand (vote sur les matières communautaires) (vote sur les matières régionales) | 102     | 0       | 0       | 14 juin 2013     |        |
| Belgique           | 24 mai 2013       | Parlement francophone bruxellois                                                            | 51      | 0       | 0       | 14 juin 2013     | [ 20 ] |
| Bulgarie           | 17 février 2012   | Assemblée nationale                                                                         | 180     | 0       | 0       | 19 avril 2012    | [ 21 ] |
| Bulgarie           | 28 février 2012   | Consentement présidentiel                                                                   | Accordé | Accordé | Accordé | 19 avril 2012    | [ 22 ] |
| Chypre             | 3 mai 2012        | Parlement                                                                                   | 56      | 0       | 0       | 11 juin 2012     | [ 23 ] |
| Chypre             | 18 mai 2012       | Consentement présidentiel                                                                   | Accordé | Accordé | Accordé | 11 juin 2012     | [ 24 ] |
| Danemark           | 2 mai 2013        | Folketing                                                                                   | 113     | 0       | 0       | 29 mai 2013      | [ 25 ] |
| Danemark           | 8 mai 2013        | Consentement royal                                                                          | Accordé | Accordé | Accordé | 29 mai 2013      | [ 26 ] |
| Espagne            | 24 octobre 2012   | Sénat                                                                                       | 266     | 0       | 0       | 8 janvier 2013   | [ 27 ] |
| Espagne            | 11 octobre 2012   | Congrès des députés                                                                         | 350     | 0       | 0       | 8 janvier 2013   | [ 28 ] |
| Espagne            | 30 octobre 2012   | Consentement royal                                                                          | Accordé | Accordé | Accordé | 8 janvier 2013   | [ 29 ] |
| Estonie            | 12 septembre 2012 | Riigikogu                                                                                   | 75      | 0       | 0       | 24 octobre 2012  | [ 30 ] |
| Estonie            | 18 septembre 2012 | Consentement présidentiel                                                                   | Accordé | Accordé | Accordé | 24 octobre 2012  | [ 31 ] |
| Finlande           | 18 décembre 2012  | Eduskunta                                                                                   | 131     | 34      | 0       | 6 mai 2013       | [ 32 ] |
| Finlande           | 15 mars 2013      | Consentement présidentiel                                                                   | Accordé | Accordé | Accordé | 6 mai 2013       | [ 33 ] |
| dont Îles Åland    | 3 mai 2013        | Parlement                                                                                   | Adopté  | Adopté  | Adopté  | 6 mai 2013       | [ 34 ] |
| France             | 15 janvier 2013   | Sénat                                                                                       | Adopté  | Adopté  | Adopté  | 20 mars 2013     | [ 35 ] |
| France             | 17 janvier 2013   | Assemblée nationale                                                                         | Adopté  | Adopté  | Adopté  | 20 mars 2013     | [ 36 ] |
| France             | 28 janvier 2013   | Consentement présidentiel                                                                   | Accordé | Accordé | Accordé | 20 mars 2013     | [ 37 ] |
| Grèce              | 30 octobre 2012   | Parlement hellénique                                                                        | 283     | 12      | 5       | 27 décembre 2012 | [ 38 ] |
| Hongrie            | 13 février 2012   | Országgyűlés                                                                                | 334     | 0       | 5       | 22 mars 2012     | [ 39 ] |
| Hongrie            | 14 février 2012   | Consentement présidentiel                                                                   | Accordé | Accordé | Accordé | 22 mars 2012     | [ 40 ] |
| Irlande            | 27 juin 2012      | Seanad Éireann                                                                              | Adopté  | Adopté  | Adopté  | 8 octobre 2012   | [ 41 ] |
| Irlande            | 19 juin 2012      | Dáil Éireann                                                                                | Adopté  | Adopté  | Adopté  | 8 octobre 2012   | [ 42 ] |
| Irlande            | 3 juillet 2012    | Consentement présidentiel                                                                   | Accordé | Accordé | Accordé | 8 octobre 2012   | [ 43 ] |
| Italie             | 28 février 2012   | Sénat                                                                                       | 216     | 2       | 22      | 10 avril 2012    | [ 44 ] |
| Italie             | 15 février 2012   | Chambre des députés                                                                         | 483     | 2       | 30      | 10 avril 2012    | [ 45 ] |
| Italie             | 29 février 2012   | Consentement présidentiel                                                                   | Accordé | Accordé | Accordé | 10 avril 2012    | [ 46 ] |
| Lettonie           | 22 mars 2012      | Saeima                                                                                      | 79      | 0       | 0       | 6 juin 2012      | [ 47 ] |
| Lettonie           | 2 avril 2012      | Consentement présidentiel                                                                   | Accordé | Accordé | Accordé | 6 juin 2012      | [ 48 ] |
| Lituanie           | 26 avril 2012     | Seimas                                                                                      | 84      | 2       | 6       | 20 juin 2012     | [ 49 ] |
| Lituanie           | 8 mai 2012        | Consentement présidentiel                                                                   | Accordé | Accordé | Accordé | 20 juin 2012     | [ 50 ] |
| Luxembourg         | 9 octobre 2012    | Chambre des députés                                                                         | 59      | 0       | 0       | 17 janvier 2013  | [ 51 ] |
| Luxembourg         | 29 novembre 2012  | Consentement ducal                                                                          | Accordé | Accordé | Accordé | 17 janvier 2013  | [ 52 ] |
| Malte              | 5 mars 2012       | Chambre des députés                                                                         | 69      | 0       | 0       | 2 avril 2012     | [ 53 ] |
| Pays-Bas           | 16 avril 2013     | Première Chambre                                                                            | 62      | 13      | 0       | 31 mai 2013      | [ 54 ] |
| Pays-Bas           | 5 février 2013    | Seconde Chambre                                                                             | 115     | 31      | 0       | 31 mai 2013      | [ 55 ] |
| Pays-Bas           | 18 avril 2013     | Consentement royal                                                                          | Accordé | Accordé | Accordé | 31 mai 2013      | [ 56 ] |
| Pologne            | 4 octobre 2012    | Sénat                                                                                       | 76      | 0       | 0       | 12 février 2013  | [ 57 ] |
| Pologne            | 14 septembre 2012 | Sejm                                                                                        | 431     | 0       | 1       | 12 février 2013  | [ 58 ] |
| Pologne            | 16 octobre 2012   | Consentement présidentiel                                                                   | Accordé | Accordé | Accordé | 12 février 2013  | [ 59 ] |
| Portugal           | 21 septembre 2012 | Assemblée de la République                                                                  | 206     | 0       | 24      | 19 décembre 2012 | [ 60 ] |
| Portugal           | 14 novembre 2012  | Consentement présidentiel                                                                   | Accordé | Accordé | Accordé | 19 décembre 2012 | [ 61 ] |
| République tchèque | 25 avril 2012     | Sénat                                                                                       | 59      | 0       | 0       | 4 juillet 2012   | [ 62 ] |
| République tchèque | 8 juin 2012       | Chambre des députés                                                                         | 151     | 0       | 13      | 4 juillet 2012   | [ 63 ] |
| République tchèque | 26 juin 2012      | Consentement présidentiel                                                                   | Accordé | Accordé | Accordé | 4 juillet 2012   | [ 64 ] |
| Roumanie           | 26 juin 2012      | Parlement                                                                                   | 378     | 0       | 0       | 2 août 2012      | [ 65 ] |
| Roumanie           | 2 juillet 2012    | Consentement présidentiel                                                                   | Accordé | Accordé | Accordé | 2 août 2012      | [ 66 ] |
| Royaume-Uni        | 21 janvier 2013   | Chambre des lords                                                                           | Adopté  | Adopté  | Adopté  | 20 mai 2013      |        |
| Royaume-Uni        | 27 novembre 2012  | Chambre des communes                                                                        | Adopté  | Adopté  | Adopté  | 20 mai 2013      | [ 67 ] |
| Royaume-Uni        | 31 janvier 2013   | Consentement royal                                                                          | Accordé | Accordé | Accordé | 20 mai 2013      | [ 68 ] |
| dont Gibraltar     |                   | Parlement de Gibraltar                                                                      |         |         |         | 20 mai 2013      |        |
| Slovaquie          | 1er février 2012  | Conseil national                                                                            | 146     | 0       | 0       | 19 mars 2012     | [ 69 ] |
| Slovaquie          | 17 février 2012   | Consentement présidentiel                                                                   | Accordé | Accordé | Accordé | 19 mars 2012     | [ 70 ] |
| Slovénie           | 2 avril 2013      | Assemblée nationale                                                                         | 82      | 0       | 0       | 18 juin 2013     | [ 71 ] |
| Slovénie           | 10 avril 2013     | Consentement présidentiel                                                                   | Accordé | Accordé | Accordé | 18 juin 2013     | [ 72 ] |
| Suède              | 7 novembre 2012   | Riksdag                                                                                     | 280     | 20      | 0       | 8 janvier 2013   | [ 73 ] |
| Union européenne   | 1er décembre 2011 | Parlement européen                                                                          | 564     | 38      | 32      | —                | [ 74 ] |
| Union européenne   | 5 décembre 2011   | Consentement du Conseil                                                                     | Accordé | Accordé | Accordé | —                | [ 75 ] |